# Marcos da Cruz

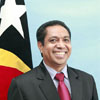
Marcos da Cruz

Marcos da Cruz ist ein osttimoresischer Politiker. Er war Mitglied der Partido Democrático (PD)  und wechselte später zum Congresso Nacional da Reconstrução Timorense (CNRT).

## Werdegang
Cruz wurde am 8. August 2007 als Staatssekretär für Land- und Forstwirtschaft unter Premierminister Xanana Gusmão vereidigt. Nach den Parlamentswahlen in Osttimor 2012 wurde er bei der Regierungsneubildung am 8. August 2012 zum Vizeminister für Landwirtschaft und Fischerei ernannt. Das Amt behielt er auch nach der Regierungsumbildung 2015 unter Premierminister Rui Maria de Araújo.
Im März 2016 kam es zum Bruch der Koalition zwischen CNRT und PD über den Streit um den militärischen Oberbefehlshaber und den Konflikt zwischen Regierung und Parlament einerseits und Präsident Taur Matan Ruak andererseits. Um die Stabilität der Regierung zu gewährleisten, erklärten Cruz und die anderen Mitglieder der PD im Kabinett ihren Parteiaustritt. Sie behielten ihre Ämter als unabhängige Politiker. Mit Antritt der VII. Regierung am 15. September 2017 endete die Amtszeit von Cruz im Kabinett.
Cruz, nun Mitglied des CNRT, wurde 2018 für die VIII. konstitutionelle Regierung wieder als Vizeminister für Landwirtschaft und Fischerei nominiert. Präsident Francisco Guterres lehnte den Vorschlag aber ab, weil gegen Cruz ein Gerichtsverfahren anhänglich war.
2022 löste José Ramos-Horta Guterres als Staatspräsident ab. Mit Xanana Gusmãos Antritt zu seiner zweiten Amtszeit als Premierminister wurde Cruz am 1. Juli 2023 zum Minister für Landwirtschaft, Viehzucht, Fischerei und Forstwirtschaft in der IX. Regierung Osttimors vereidigt.